# 충혼로
충혼로(Chunghon-ro)는 경상남도 창원시 성산구 중앙동 삼동공원삼거리에서 대한민국 경상남도 창원시 성산구 반송동 까치아파트입구 삼거리을 잇는 도로다.

## 주요 경유지
경상남도
- 창원시 성산구 (중앙동 . 반송동)

## 노선
| 이름           | 접속 노선 | 소재지 | 소재지 | 소재지 | 비고 |
| -------------- | --------- | ------ | ------ | ------ | ---- |
| 삼동공원삼거리 | 창이대로  | 창원시 | 성산구 | 중앙동 |      |
| 창원천제1교    |           | 창원시 | 성산구 | 중앙동 |      |
|                | 반송동    | 창원시 | 성산구 |        |      |
| (이름 없음)    | 반지로    | 창원시 | 성산구 |        |      |
| 반송사거리     | 반송로    | 창원시 | 성산구 |        |      |
| 운동장사거리   | 원이대로  | 창원시 | 성산구 |        |      |
| 삼동 교차로    | 창원대로  | 창원시 | 성산구 | 중앙동 |      |
| 삼동로와 직결  |           |        |        |        |      |

## 주요 건물및 시설
- 창원문성대학교 (충혼로 91/두대동 산 66-2)
- 농협 동창원 하나로마트 반송점 (충혼로 178/반림동 8)